# Sublime (Marvel Comics)
Sublime, anche noto come John Sublime, è un personaggio dei fumetti creato da Grant Morrison (testi) e Leinil Francis Yu (disegni), pubblicato dalla Marvel Comics. Apparso per la prima volta sulle pagine di New X-Men Annual 2001, Sublime è un batterio senziente già presente sulla Terra al momento della sua formazione.

## Biografia del personaggio

### Origini
Batterio senziente, presente sul pianeta sin dalla comparsa delle prime forme di vita, con l'avvento degli organismi pluricellulari, Sublime trovò un numero teoricamente infinito di ospiti da infettare e quindi dominare. Tuttavia l'avvento dei mutanti (alcuni dei quali parevano immuni dalla sua influenza), costituì la prima minaccia al suo dominio incontrastato.
È stato suggerito che il profondo odio diffuso tra gli esseri umani verso i mutanti, sia stato instillato dallo stesso batterio, per fare sì che questi ultimi venissero emarginati, cacciati ed uccisi; quindi uno dei modi ideati da Sublime per impedire ai mutanti di diventare la specie dominante sul pianeta.

### Arma Plus
Il primo passo per portare a termine i suoi progetti, fu quello d'istituire il Progetto Arma Plus. Preso possesso del corpo dello scienziato John Sublime, si occupò personalmente della scelta e della creazione delle principali Armi, da Capitan America (Arma I) a Huntsman, Fantomex ed Ultimaton (rispettivamente Arma XII, XIII e XV), passando per Nuke, Wolverine, Deadpool (appartenenti ad Arma X) e le Naiadi di Stepford (Arma XIV).
Rimasto nell'ombra a tirare le fila dell'organizzazione, Sublime demandò l'incarico del Progetto Arma Plus nelle mani di Malcolm Concord. Successore di Concord fu Brent Jackson che rese il Progetto Arma X indipendente dall'organizzazione originale. Fino ad oggi, Arma X è stato l'impianto più prolifico per la produzione di armi viventi.

### X-Men
Utilizzando ancora l'identità di John Sublime, il batterio senziente cercò di assicurarsi lo sterminio del genere mutante attraverso la stesura di un libro, che ispirò un gruppo di umani a fondare il Movimento TransSpecie. Convinti che il mondo fosse un luogo impuro, questi individui, detti gli U-Mani, erano soliti indossare costantemente una muta contenitiva che li isolasse dall'ambiente, ma nel mentre imprigionavano, cacciavano e sezionavano mutanti, al fine di asportarne gli organi deputati alle mutazioni che, chirurgicamente innestati nei loro organismi, li rendevano quindi capaci di sviluppare poteri simili all'originale.
Durante un viaggio ad Hong Kong (per investigare sull'omicidio di Risque, affiliata alla sede asiatica della X-Corporation), gli X-Men s'imbatterono in uno di questi laboratori degli U-Mani, deputato all'imprigionamento di mutanti. Scoperto che gli X-Men si trovavano in Cina, Sublime affrettò la decisione del governo cinese, in merito alla vendita del guaritore mutante Xorn, che fu in ultimo salvato dalla squadra di Ciclope ed accolto tra gli X-Men.
Giunto in America, Xorn (completamente in balia di Sublime) cominciò a distribuire all'interno dello Xavier Institute la droga Kick (forma aerea del batterio Sublime, che se assunta in dosi massicce permetteva al batterio di prendere possesso dell'ospite); la droga ebbe vasto successo soprattutto fra gli amici di Quentin Quire che formarono la Omega Gang. Ormai sotto il controllo di Sublime, la Omega Gang diede inizio ad una rivolta studentesca durante l'Open Day che portò alla morte dei due studenti Sophie Cuckoo e Dummy.
A New York City nei giorni seguenti, Ciclope ed Emma Frost vennero ricevuti da Sublime all'interno del palazzo della sua compagnia, solo per venire rapiti e torturati. Liberatisi con l'aiuto di Martha Johansson, i due X-Men irruppero nel suo ufficio per confrontarsi definitivamente con lui. Lo scontro si concluse con la presunta morte del personaggio precipitato al suolo da una finestra.
Il batterio però riassemblò il corpo e continuò dall'ombra a muovere le file di Arma Plus. Il programma Arma Plus però cominciò a vacillare, a causa della defezione di Fantomex e della distruzione di Huntsman e Ultimaton; perciò Sublime, per liberarsi definitivamente di alcuni dei maggiori esponenti degli X-Men, attirò Wolverine e Jean Grey sui resti orbitanti dell'Asteroide M che venne scagliato contro il sole, mentre venne fatto saltare in aria anche l'aereo sul quale viaggiavano Bestia ed Emma (ma fortunatamente i due si salvarono ammarando in mezzo all'oceano).
Infine Sublime prese totalmente il controllo di Xorn, che assunse l'identità di Magneto per attirare a sé una nuova Fratellanza di Mutanti. Sotto la guida di questo falso Magneto, questa Fratellanza distrusse buona parte della città di New York finché che gli sforzi combinati di Ciclope e Wolverine non lo sconfissero. Tuttavia, prima di venire eliminato, questo Sublime/Xorn/Magneto riuscì a sua volta ad uccidere Jean Grey.
Con il massiccio depotenziamento mutante, a seguito della decimazione dell'M-Day, la minaccia alla sopravvivenza del batterio Sublime, non pareva essere ormai molto rilevante.

### Il canto di guerra di Fenice
La minaccia di Sublime riapparve nella mini-serie Il canto di guerra di Fenice. Nel corso della miniserie, Sublime attrasse all'interno del Mondo (uno dei suoi laboratori del Progetto Arma Plus) le tre Naiadi superstiti.
Giunti sul luogo al seguito delle ragazze, gli X-Men scoprirono con orrore che le Naiadi non erano altro che cinque, del migliaio di cloni modificati di Emma Frost, creati da Sublime utilizzando ovuli prelevati alla donna durante il suo periodo di coma. Il progetto di Sublime era quello di fare unire i mille cloni in un'unica potentissima mente collettiva, capace di sterminare con un colpo psionico l'intera popolazione mutante della terra.
Una volta giunte nel laboratorio, le Naiadi (assieme alla entità Fenice della quale erano ora ospiti), diedero inizio al progetto di estinzione dei mutanti. Tuttavia la forza di volontà di Celeste (guidata da Emma) fu in grado di opporsi sia agli influssi della Fenice, che a quelli di Sublime; Celeste quindi, con la potenza di Fenice, distrusse il Mondo e con esso tutte le altre cloni.

## Altre versioni

### Spettri dal futuro
In questa linea temporale alternativa, dopo la morte di Jean Grey, Scott rifiutò la proposta di Emma di riaprire l'istituto Xavier, di conseguenza fu la Bestia a farlo al loro posto. Poiché si trovava oberato dalle tante responsabilità, Bestia cominciò ad assumere massicciamente il Kick (forma aerea di Sublime), che prese progressivamente il controllo del suo corpo e della sua mente.
Centocinquanta anni più tardi, nella Zona Blu della luna venne ritrovato l'uovo di Fenice, del quale infine si impadronì il quasi immortale Sublime, installato dentro il corpo di Bestia. Fatto schiudere anticipatamente, dall'interno dell'uovo emerse una rinata Jean Grey, senza alcuna memoria del passato, la quale venne manipolata da Sublime/Bestia ed indotta a distruggere ciò che restava dei mutanti ancora sparsi sul pianeta.
Incontrato nuovamente Wolverine e riacquistata la memoria, Jean estirpò quindi il batterio dal corpo di Bestia (che venne poi decapitato da Fantomex), quindi Jean decise di recidere questa linea temporale così funesta. Uscita dallo spazio-tempo e raggiunta la Stanza Incandescente, altro piano della realtà e dimora della coscienza della forza Fenice, Jean si trasformò in Fenice Bianca ed utilizzò il proprio potere cosmico per tornare indietro nel tempo ed indurre Scott ad accettare la proposta di Emma di riaprire l'istituto.
Dopo questa alterazione temporale, lo status di Sublime è rimasto sconosciuto.

## Principali ospiti
- John Sublime. Principale corpo ospite, utilizzato dal batterio come identità di copertura; è riapparso innumerevoli volte, dopo essere stato ucciso, e questo grazie al potere rigenerante del batterio stesso.
- Kid Omega. Mutante influenzato dalla droga Kick, forma virale dello stesso Sublime, ed autore della rivolta dell'Open Day.
- Tattoo. Mutante influenzata dalla droga Kick.
- Glob Herman. Mutante influenzato dalla droga Kick.
- Radian. Mutante influenzato dalla droga Kick.
- Redneck. Mutante influenzato dalla droga Kick.
- Xorn. Mutante influenzato dalla droga Kick e responsabile sia della distruzione e del genocidio perpetrato a New York, che dell'omicidio di Jean Grey.
- Bestia. Forma di vita più adatta al mantenimento ed all'incubazione del batterio, nonché suo principale ospite nella linea temporale alternativa di Spettri dal futuro.
- Fantomex. Mutante influenzato dalla droga Kick e schiavo di Sublime nella linea temporale alternativa di Spettri dal futuro.